# Сюорд (округ, Небраска)
Шаблон:StateAbbr_ 40°52′ пн. ш. 97°08′ зх. д. / 40.87° пн. ш. 97.14° зх. д.
Округ Сюорд (англ. Seward County) — округ (графство) у штаті Небраска, США. Ідентифікатор округу 31159.

## Історія
Округ утворений 1867 року.

## Демографія
За даними перепису 
2000 року 
загальне населення округу становило 16496 осіб, зокрема міського населення було 6288, а сільського — 10208.
Серед мешканців округу чоловіків було 8379, а жінок — 8117. В окрузі було 6013 домогосподарства, 4215 родин, які мешкали в 6428 будинках.
Середній розмір родини становив 3,04.
Віковий розподіл населення поданий у таблиці:
| Стать    | До 15 років | 15-21 | 22-29 | 30-39 | 40-49 | 50-65 | 65-85 | Понад 85 |
| -------- | ----------- | ----- | ----- | ----- | ----- | ----- | ----- | -------- |
| Чоловіки | 1660        | 1495  | 729   | 1030  | 1216  | 1189  | 922   | 138      |
| Жінки    | 1602        | 1111  | 630   | 1002  | 1180  | 1150  | 1146  | 296      |

## Суміжні округи
- Батлер — північ
- Ланкастер — схід
- Салін — південь
- Філлмор — південний захід
- Йорк — захід
- Полк — північний захід

## Виноски
1. ↑  US Decennial Census. US Census Bureau. Процитовано 11 грудня 2014.
2. ↑  Historical Census Browser. University of Virginia Library. Архів оригіналу за 11 серпня 2012. Процитовано 11 грудня 2014.
3. ↑  Population of Counties by Decennial Census: 1900 to 1990. US Census Bureau. Процитовано 11 грудня 2014.
4. ↑  Census 2000 PHC-T-4. Ranking Tables for Counties: 1990 and 2000 (PDF). US Census Bureau. Процитовано 11 грудня 2014.
5. ↑  State & County QuickFacts. Бюро перепису населення США. Архів оригіналу за 7 червня 2011. Процитовано 22 вересня 2013. [Архівовано 2011-06-07 у Wayback Machine.](англ.) Наведено за англійською вікіпедією.
6. ↑  American FactFinder. Бюро перепису населення США. Архів оригіналу за 26 лютого 2012. Процитовано 31 січня 2008. [Архівовано 2008-05-21 у Wayback Machine.]

| США | Це незавершена стаття з географії США. Ви можете допомогти проєкту, виправивши або дописавши її. |